# قيزلر آغاسي

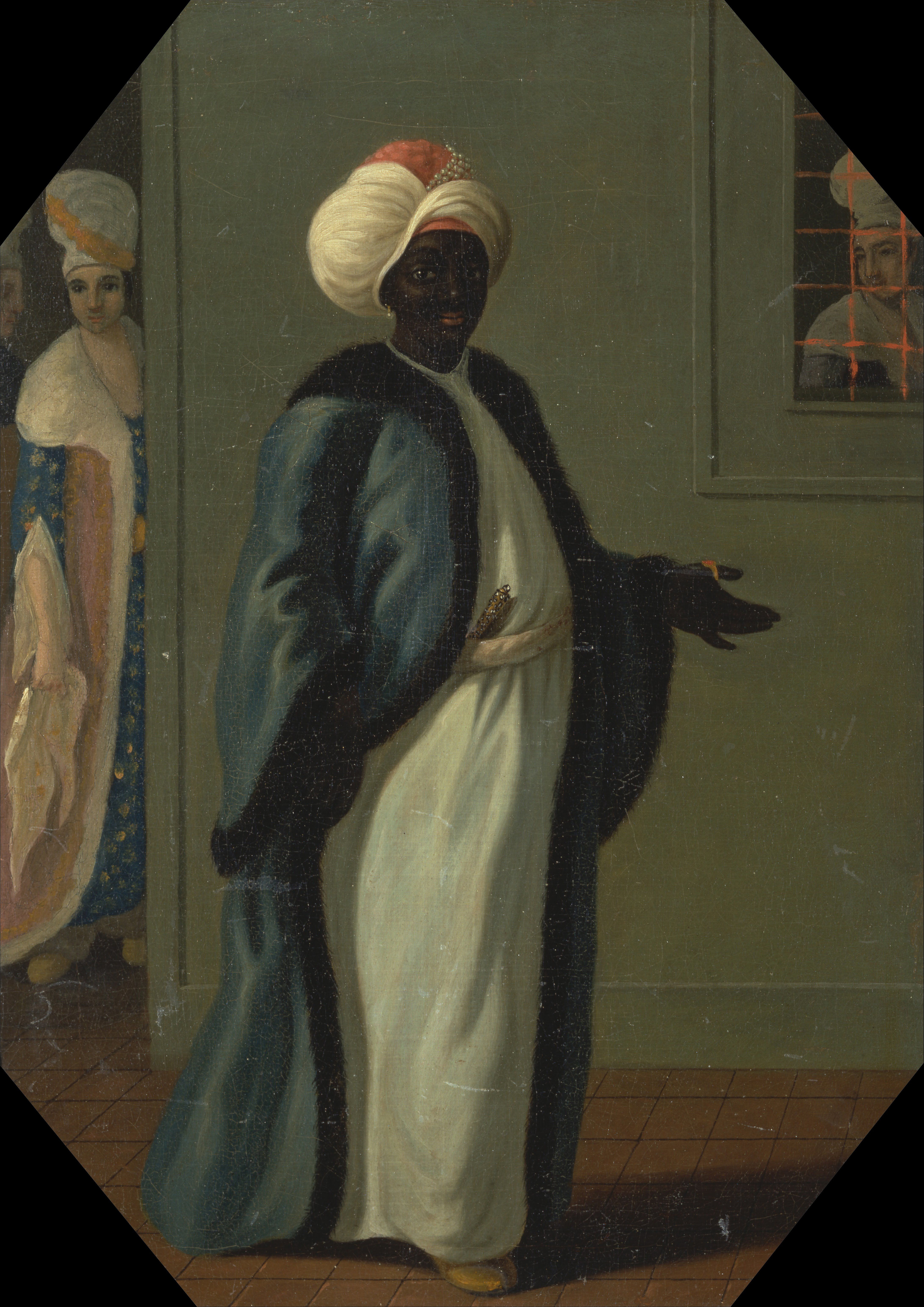
صورة لقيزلر آغاسي خلال القرن الثامن عشر

قيزلر آغاسي (بالتركية العثمانية: قيزلر اغاسی، وبالتركية الحديثة: Kızlar Ağası، وتعني أغا السراري) ويطلق عليه أيضًا أغا دار السعادة (بالتركية الحديثة: Darüssaade ağası) هو لقب كان يحمله في الدولة العثمانية كبير الأغوات الموكلين بحراسة حريم السلطان العثماني في الآستانة. كان يشغل هذا المنصب في العادة أغا من الزنوج الخصيان. وهو برتبة وزير، وله إشراف كذلك على سجلات الحرمين الشريفين. زادت أهميتهم منذ نهايات القرن السادس عشر وأصبح لهم تدخل كبير في شئون الدولة لقدرتهم في التأثير على السلاطين ووالدة السلطان، وكل هذا أكسبهم نفوذاً وأصبح رجال الدولة الراغبون في الترقي أو المناصب يستميلونهم بالهدايا والرشاوى.
كان هناك أيضاً آغا من البيض، ولكن قلت أهميته أيضاً منذ نهايات القرن السادس عشر، ثم إُلغي منصبه لاحقاً.